# 哈斯佩尔特
哈斯佩尔特是德国莱茵兰-普法尔茨州的一个市镇。总面积4.82平方公里，总人口70人，其中男性39人，女性31人（2011年12月31日），人口密度15人/平方公里。